# Poimenski seznam evroposlancev iz Slovaške
Poimenski seznam evroposlancev iz Slovaške'.

## Seznam
| Ime                | Stranka                                       | Mandat(i) |
| Peter Baco         | Neodvisni                                     | 2004-2009 |
| Edit Bauer         | Evropska ljudska stranka - Evropski demokrati | 2004-2009 |
| Irena Belohorská   | Neodvisni                                     | 2004-2009 |
| Monika Beňová      | Stranka evropskih socialistov                 | 2004-2009 |
| Árpád Duka-Zólyomi | Evropska ljudska stranka - Evropski demokrati | 2004-2009 |
| Milan Gaľa         | Evropska ljudska stranka - Evropski demokrati | 2004-2009 |
| Ján Hudacký        | Evropska ljudska stranka - Evropski demokrati | 2004-2009 |
| Miloš Koterec      | Stranka evropskih socialistov                 | 2004-2009 |
| Sergej Kozlík      | Neodvisni                                     | 2004-2009 |
| Vladimír Maňka     | Stranka evropskih socialistov                 | 2004-2009 |
| Miroslav Mikolášik | Evropska ljudska stranka - Evropski demokrati | 2004-2009 |
| Zita Pleštinská    | Evropska ljudska stranka - Evropski demokrati | 2004-2009 |
| Peter Šťastný      | Evropska ljudska stranka - Evropski demokrati | 2004-2009 |
| Anna Záborská      | Evropska ljudska stranka - Evropski demokrati | 2004-2009 |